# Oliva Arauna

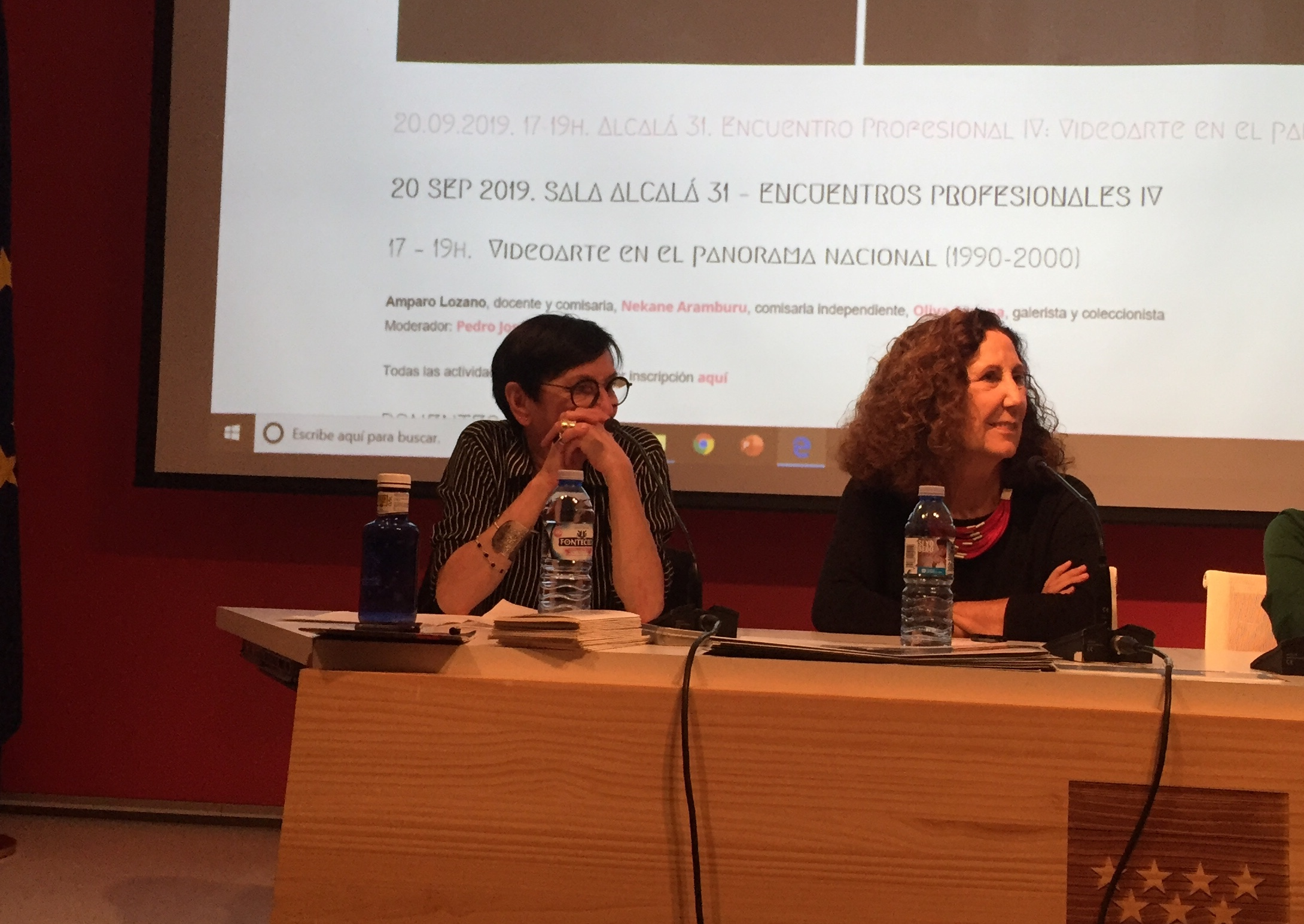
En la conferencia de expertos de videoarte en el Festival Proyector

Oliva Pérez Arauna (Santander, Cantabria, 11 de noviembre de 1953), conocida como Oliva Arauna, es una galerista y coleccionista de arte contemporáneo española, residente en Madrid. Ha contribuido a la internacionalización del arte español creando su galería homónima en esta ciudad y participando en las principales ferias de arte contemporáneo. Pertenece a la generación de las grandes mujeres galeristas españolas.

## Trayectoria profesional
Oliva Arauna abre su galería en Madrid en el año 1985 para aportar a la escena artística española una visión contemporánea a través de la fotografía, el vídeo y las instalaciones. Tras 30 años de trabajo cerró su galería en el año 2015, pero continúa como coleccionista y colabora con diversas instituciones culturales, perteneciente a la Asociación de Mujeres en las Artes Visuales, MAV y al Instituto de Arte Contemporáneo IAC. Fiel a su apuesta por las vertientes más innovadoras del arte, sigue buscando nuevas formas de acercamiento a la práctica artística con diversos proyectos, porque “el mundo ha cambiado y hay que cambiar con él”, tal y como afirma.
En una entrevista en suplemento Cultural del diario ABC declara:
«La importancia radica en contagiar el entusiasmo. Siempre he tenido una línea dura de base en mi galería. Elijo con el estómago, con lo que me llega a mi interior».

## Ferias de Arte Contemporáneo
Ha participado en las principales ferias como en la feria española Arco en todas las ediciones, Marco de México, Basilea,  Pinta de Londres etc.

## Relación de artistas
Son numerosos los artistas internacionales a los que ha hecho exposiciones  a lo largo de los treinta años de galerista, los ha presentado en las ferias más importantes como Basilea, Arco, etc. . En esta extensa entrevista realizada por el Diario El País, expone sus opiniones sobre lo que es el mercado del arte, sus conflictos y falta de interés de la sociedad en el arte contemporáneo La mayoría de los artistas con los que ha trabajado han pasado a formar parte de su colección privada Estos son algunos de los artistas con los que ha trabajado a lo largo de sus 30 años de galerista:  
El peruano Alessandro Botto
La alemana Alexandra Ranner
El Chileno Alfredo Jaar
Antanas Sutkus
La argentina Ana Gallardo
el italiano Gabriele Basilico 
Los artistas españoles: 
Chema Alvargonzalez
Concha Prada
Fernando Sinaga